# Ủy ban Chiếu sáng Quốc tế
Ủy ban Chiếu sáng Quốc tế hay Ủy ban Quốc tế về Chiếu sáng, viết tắt theo tiếng Pháp là CIE (Commission internationale de l'éclairage; tiếng Anh: International Commission on Illumination) là một tổ chức phi chính phủ phi lợi nhuận quốc tế hoạt động trong lĩnh vực nghiên cứu tạo ra đặc trưng hợp lý cho màu sắc của shiếu sáng phù hợp cho bộ não con người.
CIE thành lập năm 1913 , là thành viên liên kết khoa học của Hội đồng Khoa học Quốc tế (ISC), và của Hội đồng Quốc tế về Khoa học (ICSU) trước đây.
Trụ sở CIE đặt tại Vienna,  Áo. Chủ tịch nhiệm kỳ từ 2019 là Peter Blattner từ  Thụy Sĩ.

## Tổ chức
CIE có các Ban (liên đoàn: division) chuyên về các chủ đề xác định.
| Ban   | Tên                                           | Tên gốc                                   |
| ----- | --------------------------------------------- | ----------------------------------------- |
| Div 1 | Thị lực & Màu                                 | Vision & Colour                           |
| Div 2 | Đo lường vật lý ánh sáng & Bức xạ             | Physical Measurement of Light & Radiation |
| Div 3 | Môi trường nội thất và thiết kế chiếu sáng    | Interior Environment and Lighting Design  |
| Div 4 | Chiếu sáng và báo hiệu cho Giao thông vận tải | Lighting and Signalling for Transport     |
| Div 5 | Các ứng dụng chiếu sáng ngoài trời và khác    | Exterior and other Lighting Applications  |
| Div 6 | Quang sinh và quang hóa                       | Photobiology and Photochemistry           |
| Div 8 | Công nghệ hình ảnh                            | Image Technology                          |

## Hoạt động
CIE họp Hội nghị toàn thể gọi là "CIE Session" bốn năm một kỳ. Các kỳ gần đây nhất là:
| ĐH     | Năm  | Địa điểm   | Chủ tịch       |
| ------ | ---- | ---------- | -------------- |
| CIE-30 | 2023 |            |                |
| CIE-29 | 2019 |            | Peter Blattner |
| CIE-28 | 2015 | Manchester | Yoshihiro Ohno |
| CIE-27 | 2011 | Sun City   | Ann Webb       |
| CIE-26 | 2007 | Bắc Kinh   |                |
| CIE-25 | 2003 | San Diego  |                |

Ngoài ra, các liên ban thực hiện các hội nghị khoa học không định kỳ hạn để trao đổi các vấn đề nổi bật.